# Sanski Most
Sanski Most je općina u sjeverozapadnoj Bosni i Hercegovini.

## Zemljopis
Sanski Most se nalazi na rijeci Sani u području Bosanske Krajine, između Prijedora i Ključa. Sanski Most administrativno pripada Unsko-sanskoj županiji Federacije Bosne i Hercegovine. Površina gradskog naselja Sanski Most iznosi 12,90 km2, a općine 781,17 km2. Sanski Most s okolinom nalazi se u srednjem tijeku rijeke Sane, s osloncem na planinu Grmeč na zapadu i planine Mulež i Behremaginicu na istoku. Kroz općinu Sanski Most protječu rijeke Sana i osam rječica: Sanica, Dabar, Zdena, Bliha, Majdanska Rijeka, Japra, Sasinka i Kozica, te nekoliko kraćih ponornica. Na sanskom području ima nekolicina jakih krških izvora koja su istovremeno i izvori rječica: Saničko vrelo, Dabarsko vrelo i vrelo Zdene. U selu Ilidža, ispod planine Mulež, ima jači izvor radioaktivne sumporne vode sa značajnim ljekovitim svojstvima. Na svom području ima i nekoliko većih pećina, među kojima su Hrustovača, Dabarska pećina i Fajtovačka pećina. Zbog otvorenosti doline Sane prema sjeveru, ovo područje je pod utjecajem srednjoeuropske klime.

## Povijest
Na području općine nalazi se 176 grobova iz željeznoga doba, a među nalazima ističu se uvezeni predmeti iz Grčke i Italije (keramika). Od 13. do 15. stoljeća područje je u sastavu županije Sana, koja se nalazila u slavonskome kraljevstvu te je 1499. došla pod osmansku vlast.

## Stanovništvo

### Popisi 1971. – 1991.
| Stanovništvo općine Sanski Most |                  |                  |                  |
| godina popisa                   | 1991.            | 1981.            | 1971.            |
| Muslimani                       | 28.136 (46,65 %) | 27.083 (43,35 %) | 24.839 (39,99 %) |
| Srbi                            | 25.363 (42,05 %) | 26.619 (42,61 %) | 30.422 (48,98 %) |
| Hrvati                          | 4322 (7,16 %)    | 5314 (8,50 %)    | 6307 (10,15 %)   |
| Jugoslaveni                     | 1247 (2,06 %)    | 2772 (4,43 %)    | 195 (0,31 %)     |
| ostali i nepoznato              | 1239 (2,05 %)    | 679 (1,08 %)     | 339 (0,54 %)     |
| ukupno                          | 60.307           | 62.467           | 62.102           |

#### Sanski Most (naseljeno mjesto), nacionalni sastav
| Sanski Most        |                |                |                |
| godina popisa      | 1991.          | 1981.          | 1971.          |
| Srbi               | 7831 (45,67 %) | 5691 (40,57 %) | 3410 (39,27 %) |
| Muslimani          | 7245 (42,25 %) | 6067 (43,25 %) | 4545 (52,34 %) |
| Hrvati             | 646 (3,76 %)   | 523 (3,72 %)   | 558 (6,42 %)   |
| Jugoslaveni        | 901 (5,25 %)   | 1504 (10,72 %) | 96 (1,10 %)    |
| ostali i nepoznato | 521 (3,03 %)   | 242 (1,72 %)   | 73 (0,84 %)    |
| ukupno             | 17.144         | 14.027         | 8682           |

### Popis 2013.
| Stanovništvo općine Sanski Most |                  |
| godina popisa                   | 2013.            |
| Bošnjaci                        | 38.344 (92,45 %) |
| Srbi                            | 1837 (4,43 %)    |
| Hrvati                          | 722 (1,74%)      |
| ostali i nepoznato              | 572 (1,38 %)     |
| ukupno                          | 41.475           |

| Sanski Most – naseljeno mjesto |                  |
| godina popisa                  | 2013.            |
| Bošnjaci                       | 15.930 (94,19 %) |
| Srbi                           | 401 (2,37 %)     |
| Hrvati                         | 177 (1,05 %)     |
| ostali i nepoznato             | 405 (2,39 %)     |
| ukupno                         | 16.913           |

## Naseljena mjesta
Općinu Sanski Most sačinjavaju sljedeća naseljena mjesta:
Batkovci,
Bjeline, 
Bojište, 
Bosanski Milanovac, 
Bošnjaci, 
Brdari, 
Čaplje, 
Demiševci, 
Djedovača,
Donja Kozica, 
Donja Tramošnja, 
Donji Dabar, 
Donji Kamengrad, 
Donji Lipnik, 
Dževar, 
Đurići, 
Fajtovci, 
Glavice, 
Gorice, 
Gornja Kozica, 
Gornja Tramošnja, 
Gornji Dabar, 
Gornji Kamengrad, 
Gornji Lipnik, 
Grdanovci, 
Hadrovci, 
Hrustovo, 
Husimovci, 
Ilidža, 
Jelašinovci, 
Kijevo, 
Kljevci, 
Koprivna, 
Kozin, 
Krkojevci, 
Kruhari, 
Lukavice, 
Lušci Palanka, 
Lužani, 
Majkić Japra Donja, 
Majkić Japra Gornja, 
Miljevci, 
Modra, 
Mrkalji, 
Naprelje, 
Okreč, 
Otiš, 
Podbriježje, 
Podlug, 
Podovi, 
Podvidača, 
Poljak, 
Praštali, 
Sanski Most, 
Sasina, 
Skucani Vakuf, 
Slatina, 
Stara Rijeka, 
Stari Majdan, 
Suhača, 
Šehovci, 
Škrljevita, 
Tomina, 
Trnova, 
Usorci
Vrhpolje i 
Zenkovići.
Poslije potpisivanja Daytonskog mirovnog sporazuma, najveći dio općine Sanski Most ušao je u sastav Federacije BiH. U sastav Republike Srpske ušla su sljedeća naseljena mjesta:
Batkovci, 
Budimlić Japra, 
Donja Kozica, 
Donja Tramošnja, 
Duge Njive, 
Garevica, 
Gornja Kozica, 
Gornja Tramošnja, 
Hadrovci, 
Halilovci, 
Hazići, 
Koprivna, 
Marini,
Mrkalji, 
Oštra Luka, 
Ovanjska, 
Podvidača, 
Sasina, 
Slatina, 
Stara Rijeka, 
Škrljevita,
Trnova,
Usorci i 
Zenkovići. Od ovog područja nastala je općina Oštra Luka.
Na popisu 1971. godine postojalo je i naseljeno mjesto Zdena. Ovo naselje je na popisu 1981. ukinuto i pripojeno drugom naseljenom mjestu.

## Gospodarstvo
U Sanskom Mostu postoje nalazišta gipsa.

## Kultura
- Fatihova Musalla
- Hamza-begova džamija
- Memorijalni kompleks Šušnjar
- Most u Starom Majdanu
- Stari grad Kamengrad
- Zgrada II. zasjedanja ZAVNOBIH-a
- Zgrada stare željezničke stanice

## Sport
- NK Podgrmeč Sanski Most, nogomet
- NK Radnički Zdena, nogomet
- NK Rudar Kamengrad, nogomet
- MNK Sparta Sanski Most, mali nogomet
- OKK Sana Sanski Most, košarka
- RK Sana 7 Sanski Most, rukomet
- ŽOK Sana Sanski Most, ženska odbojka
- KK Hurije Sanski Most, karate

Prvi koš u povijesti Općine Sanski Most postigla je Milena Bjelovuk, za vrijeme ŽKK Sana koji je postojao u vremenskom razdoblju od 1985. do 1995. pod vodstvom trenera Branislava Vučenovića. Klub je za vrijeme postojanja postizao uspješne rezultate. Ženski Košarkaški klub Sana je čak bio i u republikčkoj ligi Bosne i Hercegovine. Klub više ne postoji.

## Vanjske poveznice
- Službene stanice
- Portal sanskimost.com